# Tandem twin

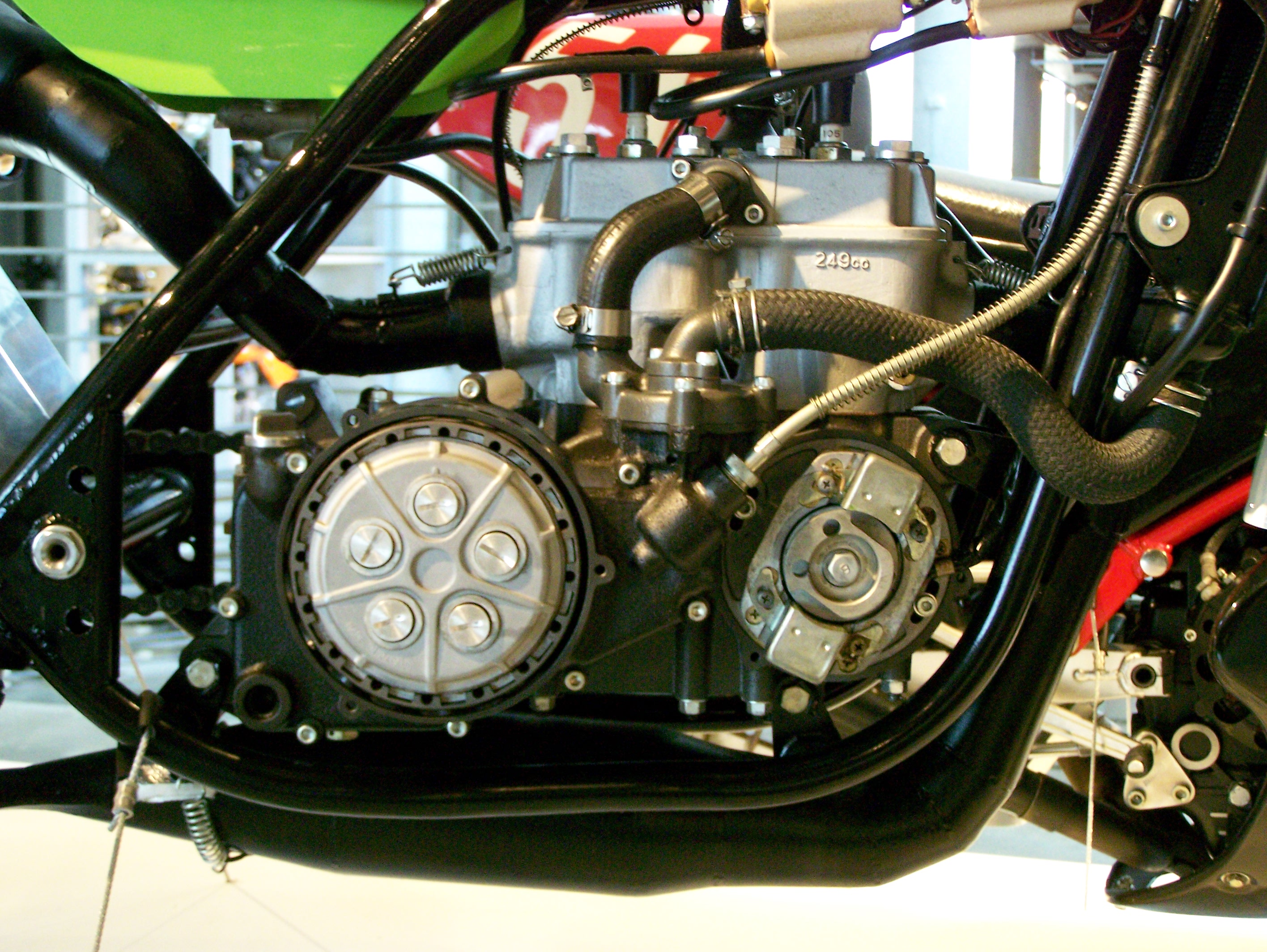
Deze Kawasaki KR 250 wegracer uit 1976 is een echte tandemtwin

Een tandem twin is een staande tweecilindermotor waarbij de cilinders achter elkaar staan en ieder een eigen krukas hebben die gekoppeld is door tandwielen. Hieruit volgt dat deze beide krukassen tegengestelde draairichting hebben.
Dit is een groot verschil met een 'normale' staande twin waarbij de cilinders naast elkaar staan en op een en dezelfde krukas aangesloten zijn.
Voorbeelden van dit type zijn de eerste Kawasaki 250- en 350cc-racers.